# Fregat
Fregat (ros. Фрегат) – sfinansowany przez Starsem blok przyspieszający dla rakiety wielostopniowej budowany przez NPO Ławoczkin, przeznaczony początkowo dla rakiet Sojuz-U, Sojuz-FG i Sojuz 2, a od 2011 używany także blok przyspieszający rakiet Zenit 3F i Zenit-2M. Zaprojektowano go w 6 wersjach, z czego wystrzelono 4 z nich, do połowy 2017 roku ponad 60 razy. 

## Historia

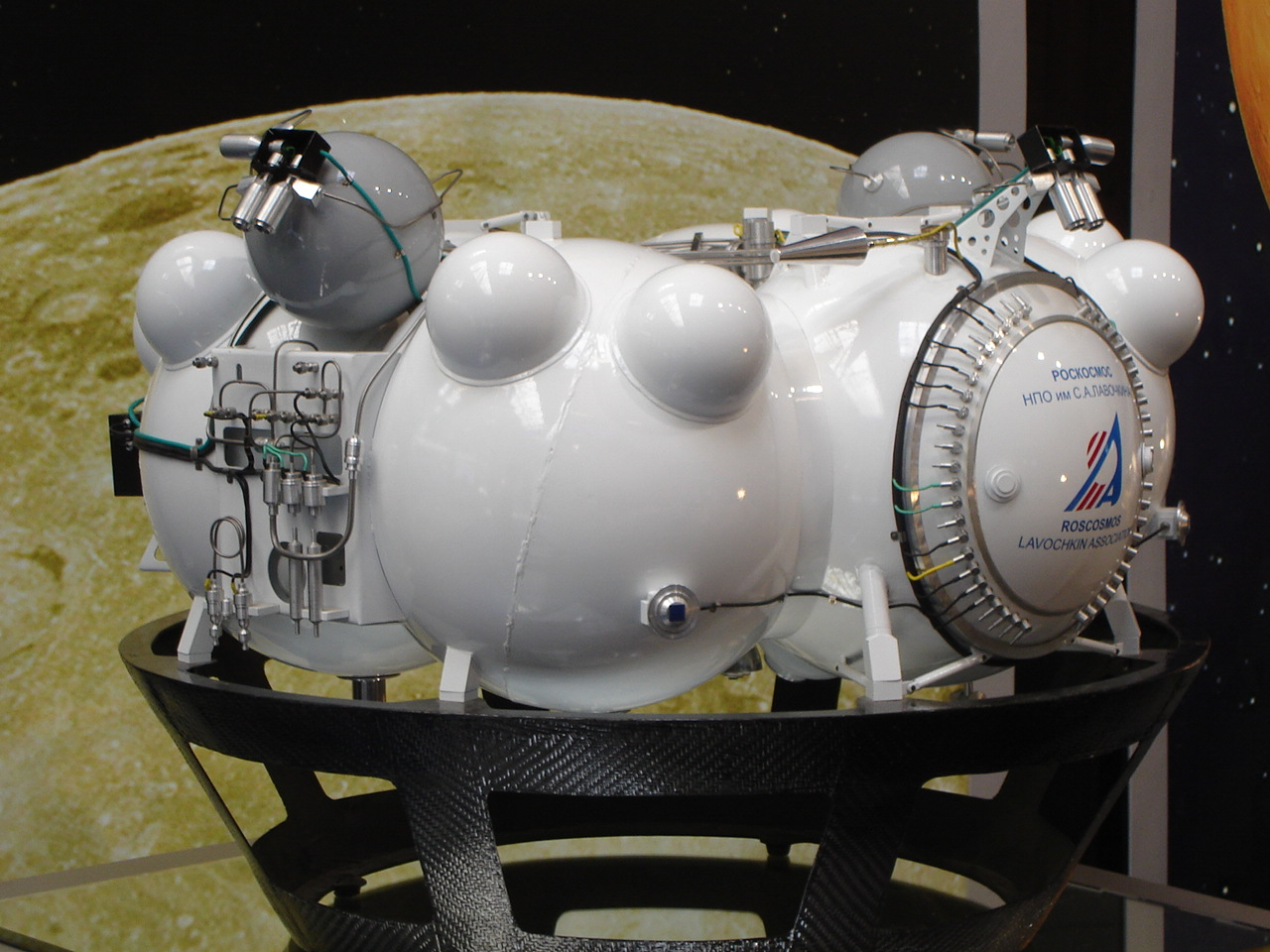
Fregat użyty podczas misji Fobos-Grunt

Projekt bloku przyspieszającego Fregat powstał w NPO Ławoczkin w 1993. Miał być blokiem z napędem zapożyczonym z radzieckich sond Mars i Fobos. Wdrażanie projektu było powolne, jednak po początkowych ustaleniach w sprawie startów rakiet Sojuz z Gujańskiego Centrum Kosmicznego przyspieszono prace.
Urządzenie ma kształt kilku kulistych zbiorników na paliwo 1,1-dimetylohydrazynę i utleniacz tetratlenek diazotu, połączonych ze sobą strukturalnym sterowaniem i połączonych z silnikiem rakietowym. Silnik S5.92 wytwarza ciąg 20 kN. Fregat ma możliwość ponownego startu.
W 2011 r. utworzono rozwiniętą wersję a o nazwie Fregat-SB, wyposażoną w odłączane dodatkowe zbiorniki, co umożliwia dłuższe używanie (po raz pierwszy zastosowano go przy starcie satelity Elektro-Ł 1).
Pierwszy start bloku Fregat odbył się 8 lutego 2000 roku na kosmodromie Bajkonur na rakiecie Sojuz-U, ładunkiem były satelity IRDT i Gruzowoj Market.
Oprócz wynoszenia sztucznych satelitów na niskie i wysokie orbity Fregat może być użyty jako stopień ucieczkowy w misjach sond międzyplanetarnych i księżycowych. Takie rozwiązanie było użyte w misjach sond Mars Express, Venus Express i Fobos-Grunt (ta misja się nie powiodła, odmiana bloku Fregat nie wykonała zapłonu ucieczkowego).
Do 21 sierpnia 2021 roku wykonano 92 starty z tym blokiem przyspieszającym, z czego dwukrotnie doszło do całkowitej awarii.
Fregat pozostaje jedynym blokiem przyspieszającym, który może umieścić ładunek na 3 lub więcej różnych orbitach w jednym wystrzeleniu rakiety.